# Роман негідника
Роман негідника (англ. A Rogue's Romance) — американська кримінальна драма режисера Джеймса Янга 1919 року.

## У ролях
- Ерл Вільямс — Жюль Марін / М. Пікар
- Брінслі Шоу — Анрі Дюваль
- Гаррі фон Метр — Леон Вольєр
- Герберт Стендінг — Антон Депренай
- Сідні Франклін — бургомістр
- Карл Формс
- Меріен Скіннер
- Гаррі Данкінсон
- Матільда Комон
- Пічес Джексон
- Рудольф Валентіно — танцюрист
- Вілльям Орламонд
- Кетрін Адамс
- Мод Джордж